# جیمز گومز
جیمز گومز (انگلیسی: James Gomez؛ زادهٔ ۱۴ نوامبر ۲۰۰۱) بازیکن فوتبال اهل گامبیا است.
وی همچنین در تیم‌های ملی فوتبال جوانان و گامبیا بازی کرده‌است.